# كارل كريستيان تراوجوت فريدمان غوبيل
كارل كريستيان تراوجوت فريدمان غوبيل (بالألمانية: Carl Christian Traugott Friedemann Goebel)‏ (و. 1794 – 1851 م) هو عالم نبات، وكيميائي، وعالم صيدلية، وصيدلي، وأستاذ جامعي من ألمانيا .
وهو عضو في أكاديمية سانت بطرسبرغ للعلوم .
توفي في تارتو .

## التعليم
تعلم في جامعة يينا

## مناصب وهيئات
أدار جامعة يينا.